# Barac (musicien)
 (avril 2016).
Si vous disposez d'ouvrages ou d'articles de référence ou si vous connaissez des sites web de qualité traitant du thème abordé ici, merci de compléter l'article en donnant les références utiles à sa vérifiabilité et en les liant à la section « Notes et références ».
Barac est un producteur et DJ de musique techno minimale originaire de Roumanie.

## Discographie partielle

### Album studio
- 2014 : Variety Of Different Feelings

### Maxis
- 2013 : Voyetra
- 2015 : Moment Of Clarity
- 2015 : Verniana
- 2015 : Theory (avec Vincentiulian)